# Гермес, Иоганн Густав (богослов)
Иоганн Август Гермес (нем. Johann August Hermes; 24 августа 1736, Магдебург — 6 января 1822, Кведлинбург) — немецкий религиозный деятель Эпохи Просвещения, протестантский богослов, проповедник, аббат. Доктор богословия (1799).

## Биография
Сын пастора. С 1750 года обучался в монастырской школе у пиетиста Иоганна Адама Штейнмеца. Весной 1754 года поступил в университет Галле и пробыл там почти три года. В 1757 году был рукоположен в соборе Шверина герцогства Мекленбург-Шверин. Первоначально был помощником проповедника, а в 1761 году сам стал проповедником.
Ещё с молодости увлекался пиетизмом; позже не был чужд мистического  резонерства, доходившего, по временам, до скептического отношения к существенным догматам христианства. Это возбуждало против него гонения со стороны духовных властей.
Его справочник по религии принес автору большую известность и, в конце концов, призвание на должность главного проповедника и советника консистории в церкви Св. Николая в Кведлинбурге.
В 1787 году он также получил должность помощника главного придворного капеллана в Кведлинбургском аббатстве, а в 1799 году — должность главного придворного капеллана.
В 1808 году стал Суперинтендентом Королевства Вестфалия.
Из его сочинений известны «Справочник по религии», два тома проповедей и несколько назидательных изданий.

## Избранные сочинения
- Wöchentlichen Beiträgen zur Beförderung der Gottseligkeit, 2 Bände, Wismar 1771—1772.
- Johann August Hermes, Präpositus und ersten Predigers zu Wahren im Mecklenburgischen freymüthige Erklärung gegen diejenigen welche in seinen Schriften Irthümer zu finden vermeynen: insbesondere gegen einen neueren Gegner in der Lehre von der Genugthuung Christi, Koppe, Rostock und Leipzig 1773.
- Handbuch der Religion, 2 Bände, Himburg, Berlin 1779.
- Predigten über die evangelischen Texte an den Sonn- und Festtagen des ganzen Jahrs zur Beförderung der häuslichen Andacht, 2 Bände, Nicolai, Berlin 1781—1782.
- Kommunionbuch, Himburg, Berlin 1783.
- hrsg. mit Christian Gotthilf Salzmann und Gottlob Nathanael Fischer: Beiträge zur Verbesserung des
- Lehrbuch der Religion Jesu, 2 Bände, Quedlinburg 1798.